# Сангоне
Сангоне (на италиански: Sangone) е река в Италия. Извира в полите на Colle della Roussa. В горното си течение събира водите от множество планински притоци като rio Mirolette, torrente Sangonetto, Alpet и пр. В края на горното си течение служи за естествена граница на общините Коаце (ит. Coazze) и Джавено (ит. Giaveno), след което се врязва между скалите на Pontepietra и преминава през 9 населени места: Трана, Сангано, Бруино, Ривалта, Орбасано, Бейнаско, Никелино, Монкалиери и Торино (на италиански съотвенто Giaveno, Trana, Sangano, Bruino, Rivalta, Orbassano, Beinasco, Nikelino, Moncalieri и Torino), като се влива в река По на територията на община Монкалиери. Пълноводността на реката е силно променлива, откъдето идва и прозвището „torrente“ (в превод „бурна река; наводнение). Често Сангоне е причина за наводнения по прилежащите ѝ територии, особено след пролетното топене на снеговете.
Участъкът от бреговете на реката, която преминава през парка „Пиемонт“, намиращ се в долната терминална част на течението, представлява интерес за община Торино, тъй като се намира на територията на квартал „Мирафиори“ в близост до седалището на Фиат. В някои точки това течение остава на територията на Никелино, в резултат на завоите на реката. Тази част е много силни урбанизирана, а природните ресурси – силно застрашени или унищожени. На левия бряг, откъм община Торино, се наблюдават зоупотреби с терените, силно замърсяване, натрупване на отпадъци от всякакъв вид, които в някои участъци дори пречат на директния достъп до водите на реката. В същото време десният бряг, влизащ в община Никелино, е част от градския парк Boschetto di Nichelino.
В провинция Торино е подписан проект за реката с цел възстановяването на терените по течението на Сангоне. Предвижда се създаването на плаж на брега на реката в община Никелино, зелени площи, както и такива посветени на спортни и креативни мероприятия. Достигнато е и съгласие със собствениците на набелязаните терени, които активно да партнират на ангажираните институции. Договорът е подписан от Община Никелино, както и останалите общини в близост до течението на реката, от област Пиемонт, от Политехническия университет в Торино и др. Проектът предвижда също и елиминиране на източниците на замърсяване по течението на Сангоне, които според екологичните организации на провинция Торино наброяват повече от 200, по-голямата част от които на територията на Никелино и Торино.
| Площ на водосборния басейн: 270 км²   | Среден наклон на притоците: 24% | Дължина на основния ръкав: 47 км |
| Среден наклон на основния ръкав: 7,3% | Среден отток: 3,9 м³/с          | Височина на извора: 2017 м       |